# Terje Haakonsen
Terje Håkonsen, också skrivet Terje Haakonsen, född 11 oktober 1974 i Vinje, Norge, är en norsk före detta snowboardåkare.  Håkonsen räknades som en av världens bästa snowboardåkare under 1990-talet och vann bland annat tre världsmästerskap i halfpipe 1993, 1995 och 1997. Han blev även europamästare i halfpipe 1991, 1992, 1993, 1994 och 1997.